# Volejbalový klub Ostrava
Il Volejbalový klub Ostrava è una società pallavolistica maschile ceca con sede ad Ostrava: milita nel campionato di Extraliga.

## Rosa 2013-2014
| N° | Nome              | Ruolo | Data di nascita   | Nazionalità sportiva |
| -- | ----------------- | ----- | ----------------- | -------------------- |
| -  | Zdenek Šmejkal    | All   | ?                 | Rep. Ceca            |
| 1  | Tomáš Dvořák      | P     | 11 settembre 1995 | Rep. Ceca            |
| 2  | Igor Rehák        | S     | 23 novembre 1989  | Slovacchia           |
| 3  | Michal Čechmánek  | C     | 1984              | Rep. Ceca            |
| 4  | Nicholas Castello | L     | 1989              | Stati Uniti          |
| 6  | Zdeněk Haník      | P     | 11 luglio 1986    | Rep. Ceca            |
| 7  | Erik Sundberg     | S     | 19 febbraio 1992  | Svezia               |
| 8  | Adam Záhorský     | S     | 19 febbraio 1991  | Rep. Ceca            |
| 10 | Jakub Červený     | C     | 1989              | Rep. Ceca            |
| 11 | Jan Rodek         | S     | 14 gennaio 1990   | Rep. Ceca            |
| 12 | Dominik Fořt      | S     | 17 settembre 1989 | Rep. Ceca            |
| 13 | Richard Maluer    | S     | 1989              | Rep. Ceca            |
| 15 | Jakub Karásek     | S     | 13 settembre 1990 | Rep. Ceca            |
| 16 | Tomáš Široký      | C     | 26 ottobre 1982   | Rep. Ceca            |
| 17 | Pavel Srkal       | C     | 13 gennaio 1983   | Rep. Ceca            |

## Palmarès
- Campionato cecoslovacco: 1

1966-67
- Campionato ceco: 2

2005-06, 2012-13
- Coppa di Cecoslovacchia: 2

2009-10, 2011-12
- Coppa della Repubblica Ceca: 4

2005-06, 2009-10, 2011-12, 2014-15